# Southport
Southport je přímořské letovisko, město v Merseyside. Je to jedno z nejlidnatějších měst v severozápadní Anglii. V roce 2011 ve městě žilo přibližně 92 tisíc obyvatel.
Leží u ústí řeky Ribble. Nachází se 26,6 kilometru severně od Liverpoolu a 23,8 kilometru od Prestonu.